# Panther Valley
Panther Valley es un lugar designado por el censo ubicado en el condado de Warren en el estado estadounidense de Nueva Jersey. En el año 2010 tenía una población de 3,327 habitantes y una densidad poblacional de 221.8 personas por km².

## Geografía
Panther Valley se encuentra ubicado en las coordenadas 40°54′42″N 74°49′36″O / 40.91167, -74.82667.

## Demografía
Según la Oficina del Censo en 2000 los ingresos medios por hogar en la localidad eran de $67,301 y los ingresos medios por familia eran $89,303. Los hombres tenían unos ingresos medios de $54,732 frente a los $41,782 para las mujeres. La renta per cápita para la localidad era de $45,829. Alrededor del 1.6% de la población estaba por debajo del umbral de pobreza.